# Don E. Wilson
Don Ellis Wilson (Davis, 30 aprile 1944) è uno zoologo statunitense specializzato nello studio dei mammiferi, in particolare dei pipistrelli, che ha studiato in 65 paesi diversi del mondo.

## Biografia
Wilson trascorse la sua infanzia e giovinezza in Nebraska, Texas, Oregon e nello stato di Washington. Dopo aver terminato le scuole superiori nel 1961 a Bisbee, in Arizona, ottenne il Bachelor of Science presso l'Università dell'Arizona nel 1965. Ancora studente, nel 1964, intraprese la sua prima spedizione ai tropici, regione che avrebbe visitato molte volte nei decenni successivi per effettuare i suoi studi sui mammiferi.
Dopo aver trascorso un'estate lavorando per il National Park Service in una torre antincendio nel parco nazionale del Grand Canyon, frequentò la facoltà di specializzazione di biologia dell'Università del Nuovo Messico, dove ottenne un Master's degree in scienze nel 1967 e un Ph.D. nel 1970. Durante questo periodo trascorse i mesi estivi lavorando per il servizio forestale degli Stati Uniti come naturalista sulle Sandia Mountains. Nella sua tesi di laurea si occupò delle relazioni tra cinque specie di peromisco che vivono sulle Sandia Mountains del Nuovo Messico, mentre nella sua tesi di dottorato parlò di un piccolo pipistrello insettivoro tropicale, il vespertilio nero (Myotis nigricans).
Nel 1968 Wilson iniziò una collaborazione a lungo termine con l'Organizzazione per gli studi tropicali in Costa Rica, dove da allora insegna regolarmente biologia tropicale. Ha anche vissuto in Costa Rica per 15 mesi per studiare gli animali granivori con una borsa di studio post-dottorato rilasciata dall'Università di Chicago. È stato anche presidente del consiglio di amministrazione dell'Organizzazione per gli studi tropicali.
Nel 1971 Wilson ricevette dallo United States Fish and Wildlife Service un posto come zoologo al National Museum of Natural History, dove lavorò presso il Dipartimento di Ricerca Biologica. Dal 1973 al 1978 fu capo del Dipartimento dei Mammiferi e dal 1978 al 1983 capo del museo stesso. Dal 1983 al 1990 diresse il Dipartimento di Ricerca Biologica. Nel settembre 1990 venne nominato direttore del programma per la biodiversità della Smithsonian Institution. Nel 2000 è tornato alla Divisione dei mammiferi del National Museum of Natural History come scienziato e curatore senior dei mammiferi.
Dal 1986 al 1988 Wilson è stato presidente dell'American Society of Mammalogists. Nel 1992 è stato presidente dell'Association for Tropical Biology and Conservation. È stato direttore del Journal of Mammalogy per cinque anni e direttore delle serie Mammalian Species e Special Publications per tre anni. Ha anche lavorato in diversi comitati editoriali ed è nel consiglio di amministrazione delle organizzazioni Bat Conservation International, The Biodiversity Foundation for Africa, Integrated Conservation Research e Lubee Foundation.
Wilson ha pubblicato oltre 200 pubblicazioni scientifiche, tra cui il libro Mammals of New Mexico e tre monografie sui pipistrelli. Del 1997 è il libro Bats in Question - The Smithsonian Answer Book. Nel 2005 è stato co-editore (insieme a DeeAnn Reeder) dell'opera di riferimento Mammal Species of the World. Dal 2009 è co-editore insieme a Russell Mittermeier della serie di libri Handbook of the Mammals of the World della casa editrice spagnola Lynx Edicions. Ha pubblicato i libri Animal, Human, Smithsonian Handbook of Mammals e Mammal per la Dorling Kindersley. Ha anche scritto una guida sul campo sui mammiferi nordamericani e il libro Smithsonian Book of North American Mammals.
Wilson ha ricevuto lo Smithsonian Institution Awards per i suoi contributi nel campo della biologia tropicale, l'Outstanding Publication Award dello U.S. Fish and Wildlife Service, il Gerritt S. Miller Award dal North American Symposium on Bat Research e l'Hartley H. T. Jackson Award dall'American Society of Mammalogists. Inoltre ha ricevuto il riconoscimento dell'Asociación Mexicana de Mastozoologia per i suoi eccezionali risultati scientifici e anche l'American Society of Mammalogists lo ha riconosciuto come membro onorario.
Wilson vive a Gainesville, in Virginia, con la moglie, sposata nel 1962. La coppia ha due figlie che lavorano come insegnanti e quattro nipoti.

## Riconoscimenti
In onore di Don E. Wilson, Robert J. Baker e i suoi colleghi hanno battezzato una specie di pipistrello da loro scoperta Eumops wilsoni.